# Dzsibuti–Ambouli nemzetközi repülőtér
A Dzsibuti–Ambouli nemzetközi repülőtér (IATA: JIB, ICAO: HDAM) Dzsibuti egyetlen nemzetközi repülőtere, amely Dzsibuti közelében található. Éves utasforgalma 286 649 fő (2008). Katonai repülőtérként is szolgál.

## Kifutópályák
A repülőtér futópályái:
- 09/27

## Forgalom
Az utasforgalom az elmúlt években az alábbi módon változott:
| Utasok száma | 28 000 | 88 700 | 115 000 | 117 000 | 130 000 | 286 649 | 243 159 | 262 108 | 316 818 | 426 854 |
|              | 1978   | 1981   | 1984    | 1986    | 1989    | 2008    | 2011    | 2013    | 2016    | 2019    |

## Légitársaságok és úticélok
2023-ban a Dzsibuti–Ambouli nemzetközi repülőtérről az alábbi járatok indulnak:

### Személy
| Légitársaság       | Célállomások                                      |
| ------------------ | ------------------------------------------------- |
| Air Djibouti       | Addis Ababa, Aden, Dire Dawa, Hargeisa, Mogadishu |
| Air France         | Párizs-Charles de Gaulle repülőtér                |
| Ethiopian Airlines | Addis Ababa, Dire Dawa                            |
| flydubai           | Dubai–International                               |
| Jubba Airways      | Bosaso, Hargeisa, Jeddah                          |
| Kenya Airways      | Addis Ababa, Nairobi–Jomo Kenyatta                |
| Qatar Airways      | Doha                                              |
| Saudia             | Jeddah (2023 június 1-től)                        |
| Turkish Airlines   | Istanbul                                          |
| Yemenia            | Aden                                              |

### Cargo
| Légitársaság             | Célállomások                                       |
| ------------------------ | -------------------------------------------------- |
| Air Djibouti             | Addis Ababa, Dubai–Al Maktoum, Hargeisa, Mogadishu |
| Coyne Airways            | Dubai–International                                |
| Emirates SkyCargo        | Dubai–Al Maktoum                                   |
| Ethiopian Airlines Cargo | Addis Ababa, Nanjing                               |